# Матарики

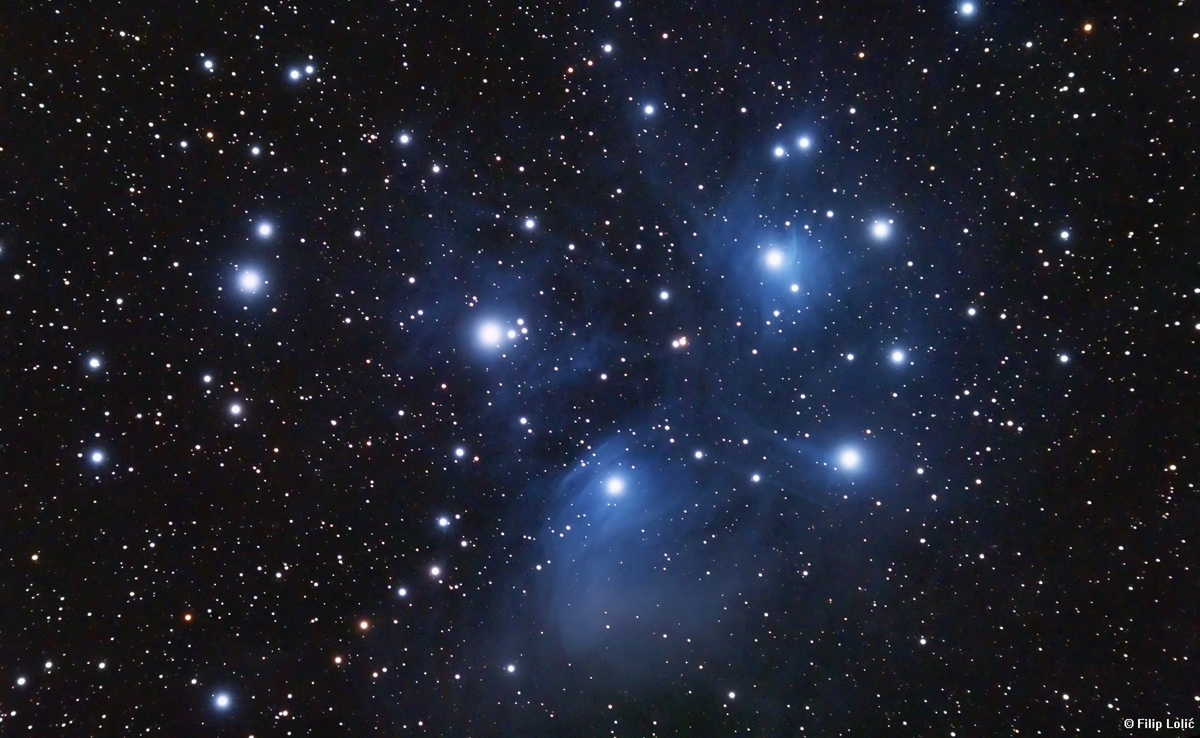
Плеяды, в честь которых назван праздник

Матарики — название праздника Нового года на языке маори. Происходит от наименования звёздного скопления Плеяд и времени их первого восхода в конце июня или начале июля. В большинстве полинезийских языков имеются родственные слова, происходящие от праполинезийского *mataliki «манута, маленький», которое уже тогда использовалось для обозначения этого звёздного скопления. «Матарики» также называли центральную звезду скопления, а окружающие её звёзды назвали Тупу-а-нуку, Тупу-а-ранги, Ваити, Ваита, Ваипуна-а-ранги и Уруранги.

## Традиции празднования
Плеяды играли важную роль в навигации и определении сезонов. Первый восход Плеяд и Ригеля происходит перед восходом Солнца в начале июня или конце мая; некоторые иви праздновали Новый год в день первого восхода Плеяд, другие ждали следующего полнолуния, третьи праздновали следующее новолуние; другие же праздновали аналогично восход Ригеля.
Сезон матарики начинал приготовления к празднованию наступления нового года. Богам, в частности, Ронго, приносили в жертву плоды сельского хозяйства. Матарики также означал начало обучения молодых секретам земли и леса. Кроме того, в этот сезон можно было особенно легко добывать некоторые виды птиц и фруктов.

## Возрождение

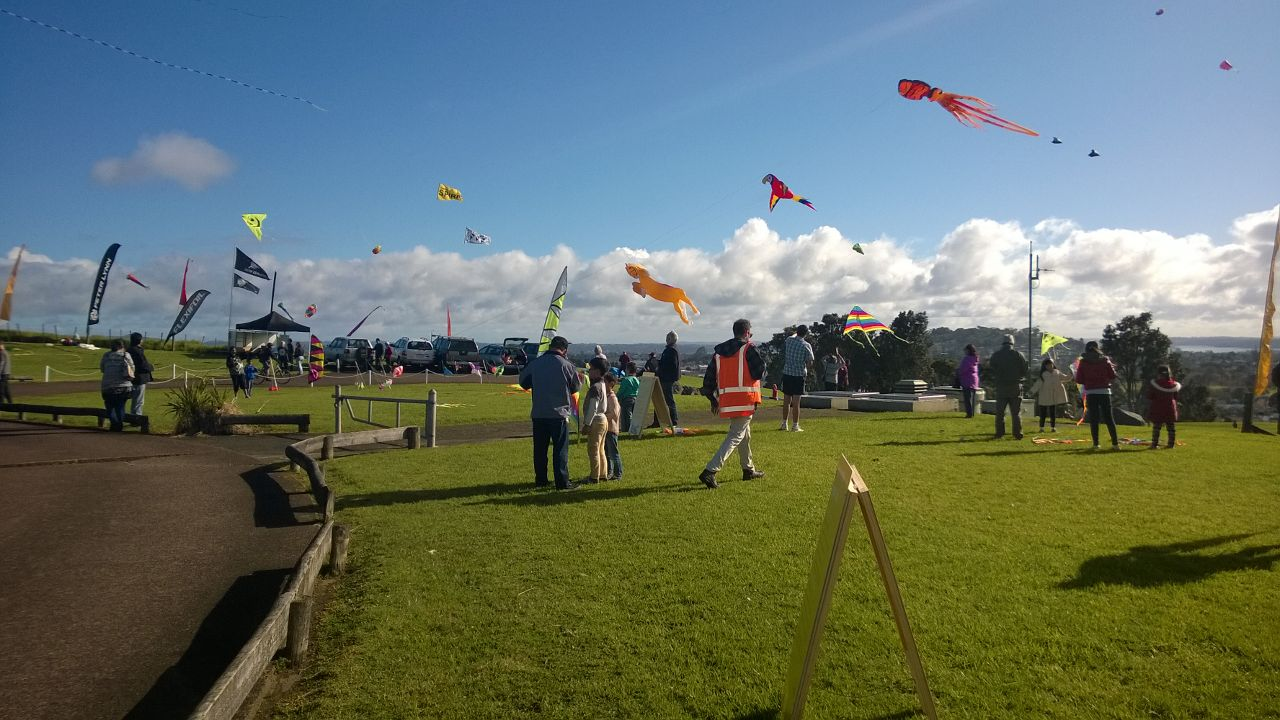
Празднование Матарики в Окленде, 2015

С 2001 года Комиссия по языку маори проводит политику возрождения Матарики (тихоокеанского Нового года) как важную для возрождения языка маори. Разнообразные частные и государственные организации празднуют Матарики разнообразными способами в течение недели или месяца на протяжении июля—августа.

## Предложение сделать Матарики государственным праздником
С расширением признания праздника появились предложения о придании ему статуса государственного в Новой Зеландии; в частности, бывший член Партии маори Рахуи Катэнэ вынес в июне 2009 года на голосование законопроект «Тэ ра о матарики».
Законопроект закреплял дату Матарики как день первого новолуния июня, однако перед представлением его парламенту дату изменили на первое новолуние после восхода Плеяд. Мэр Уаитакере Боб Харви предложил заменить этим праздником Официальный день рождения королевы. Республиканское движение Новой Зеландии также поддержало инициативу, сообщив, что ни один из местных органов самоуправления не празднует День рождения королевы, однако многие устраивают празднование Матарики. Несмотря на это, сам законопроект не предлагал отмены Дня рождения королевы и был отклонён в первом чтении.
Коалиция Национальной партии и Партии маори в рамках соглашения перед парламентскими выборами 2011 года приняла решение поддерживать инициативы, направленные на признание Матарики.
Лейбористское правительство Джасинды Ардерн сделало Матарики государственным праздником в 2021 году, объявив, что впервые его проведут 24 июня 2022 года.